# Fléron
Fléron is een plaats en gemeente in de provincie Luik, België. De gemeente telt ruim 16.000 inwoners. De wekelijkse markt vindt plaats op vrijdag. In de plaats ligt ook Fort Fléron.

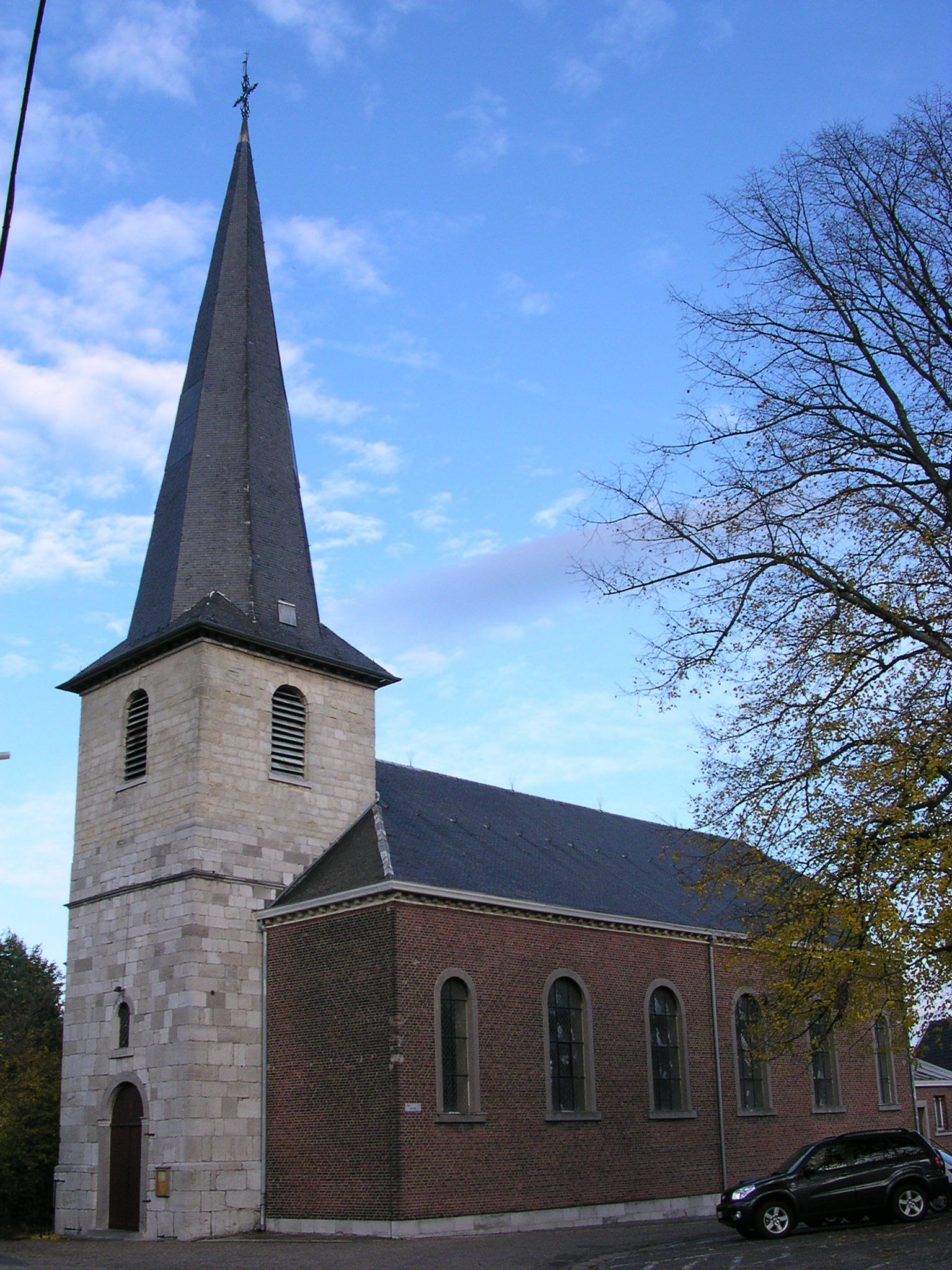
Eglise Saint-Denis

## Kernen
De gemeente bestaat naast Fléron zelf nog uit drie deelgemeenten.

### Deelgemeenten
| # | Naam    | Opp. (km²) | Inwoners (2020) | Inwoners per km² | NIS-code |
| - | ------- | ---------- | --------------- | ---------------- | -------- |
| 1 | Fléron  | 3,16       | 6.231           | 1.973            | 62038A   |
| 2 | Retinne | 4,53       | 4.550           | 1.004            | 62038B   |
| 3 | Magnée  | 2,37       | 1.380           | 582              | 62038C   |
| 4 | Romsée  | 3,62       | 4.207           | 1.162            | 62038D   |

## Geschiedenis
Fléron bestond uit twee delen: Het dorp maakte ooit onderdeel uit van het Karolingische Domein van Jupille, en kwam uiteindelijk aan het Prinsbisdom Luik. De kerk en enkele huizen behoorden tot de voogdij van Fléron. Deze voogdij kwam aan het Onze-Lieve-Vrouwekapittel te Aken, welke het in 1629 aan het Prinsbisdom Luik verkocht.
Fléron werd in 1406 gebrandschat door prinsbisschop Jan van Beieren en in 1649 tijdens de oorlog der Chiroux.
De ontwikkeling van Fléron kwam relatief laat op gang, vooral omdat er gebrek aan drinkbaar water was. Pas in de loop van de 18e eeuw werd deze voorziening beter.
Vanaf de 15e eeuw werd er op kleine schaal steenkool gewonnen, en in de 19e eeuw kwamen er een tweetal industriële steenkoolwinningsmaatschappijen tot stand die in Fléron actief waren. In de 18e en 19e eeuw kwamen door de beschikbaarheid van steenkool vele smederijen tot stand, met name spijkersmederijen. Tussen 1946 en 1958 vestigden zich grote aantallen Italiaanse gastarbeiders in Fléron om in de mijnen te werken. Niet lang na 1958 sloten de mijnen echter voorgoed.
Fléron is sindsdien een verstedelijkte plaats, doorsneden door de hoofdwegen N3 en N621. Er zijn bedrijventerreinen en grootwinkelbedrijven. Ook de voormalige Spoorlijn 38 kwam door dit gebied.

## Bezienswaardigheden
- Sint-Dionysiuskerk
- Heilige-Familiekerk
- Fort Fléron
- Enkele historische boerderijen

Zie ook
- Lijst van beschermd erfgoed in Fléron

## Natuur en landschap
Fléron ligt op het Plateau van Herve op een hoogte van ongeveer 250 meter. Noordelijk hiervan begint de Ri du Moulin die in noordwestelijke richting naar de Maas vloeit. De omgeving is enigszins verstedelijkt, maar hier en daar zijn nog resten van het oorspronkelijke landschap aanwezig.

## Demografische ontwikkeling

### Demografische evolutie voor de fusie
- Bron:NIS - Opm:1831 t/m 1970=volkstellingen op 31 december

### Demografische ontwikkeling van de fusiegemeente
Alle historische gegevens hebben betrekking op de huidige gemeente, inclusief deelgemeenten, zoals ontstaan na de fusie van 1 januari 1977.
- Bronnen:NIS, Opm:1831 tot en met 1981=volkstellingen; 1990 en later= inwonertal op 1 januari

| Inwoners van jaar tot jaar op 1 januari 1992 tot heden | Inwoners van jaar tot jaar op 1 januari 1992 tot heden | Inwoners van jaar tot jaar op 1 januari 1992 tot heden |
| jaar                                                   | Aantal                                                 | Evolutie: 1992=index 100                               |
| ------------------------------------------------------ | ------------------------------------------------------ | ------------------------------------------------------ |
| 1992                                                   | 15.875                                                 | 100,0                                                  |
| 1993                                                   | 15.924                                                 | 100,3                                                  |
| 1994                                                   | 15.933                                                 | 100,4                                                  |
| 1995                                                   | 15.996                                                 | 100,8                                                  |
| 1996                                                   | 15.882                                                 | 100,0                                                  |
| 1997                                                   | 15.781                                                 | 99,4                                                   |
| 1998                                                   | 15.731                                                 | 99,1                                                   |
| 1999                                                   | 15.732                                                 | 99,1                                                   |
| 2000                                                   | 15.891                                                 | 100,1                                                  |
| 2001                                                   | 15.905                                                 | 100,2                                                  |
| 2002                                                   | 15.870                                                 | 100,0                                                  |
| 2003                                                   | 15.914                                                 | 100,2                                                  |
| 2004                                                   | 15.899                                                 | 100,2                                                  |
| 2005                                                   | 15.946                                                 | 100,4                                                  |
| 2006                                                   | 16.088                                                 | 101,3                                                  |
| 2007                                                   | 16.139                                                 | 101,7                                                  |
| 2008                                                   | 16.164                                                 | 101,8                                                  |
| 2009                                                   | 16.069                                                 | 101,2                                                  |
| 2010                                                   | 16.110                                                 | 101,5                                                  |
| 2011                                                   | 16.237                                                 | 102,3                                                  |
| 2012                                                   | 16.220                                                 | 102,2                                                  |
| 2013                                                   | 16.329                                                 | 102,9                                                  |
| 2014                                                   | 16.435                                                 | 103,5                                                  |
| 2015                                                   | 16.485                                                 | 103,8                                                  |
| 2016                                                   | 16.507                                                 | 104,0                                                  |
| 2017                                                   | 16.467                                                 | 103,7                                                  |
| 2018                                                   | 16.495                                                 | 103,9                                                  |
| 2019                                                   | 16.526                                                 | 104,1                                                  |
| 2020                                                   | 16.370                                                 | 103,1                                                  |
| 2021                                                   | 16.214                                                 | 102,1                                                  |
| 2022                                                   | 16.235                                                 | 102,3                                                  |
| 2023                                                   | 16.296                                                 | 102,7                                                  |
| 2024                                                   | 16.380                                                 | 103,2                                                  |
| 2025                                                   | 16.374                                                 | 103,1                                                  |

## Politiek

### Burgemeesters
- 2007-2010 Linda Musin
- 2010-2018 Roger Lespagnard
- 2019-heden Thierry Ancion

### Resultaten gemeenteraadsverkiezingen sinds 1976
| Partij               | Partij                                | 10-10-1976 | 10-10-1976 | 10-10-1982 | 10-10-1982 | 9-10-1988 | 9-10-1988 | 9-10-1994 | 9-10-1994 | 8-10-2000 | 8-10-2000 | 8-10-2006 | 8-10-2006 | 14-10-2012 | 14-10-2012 | 14-10-2018 | 14-10-2018 | 13-10-2024 | 13-10-2024 |
| Stemmen / Zetels     | Stemmen / Zetels                      | %          | 23         | %          | 25         | %         | 25        | %         | 25        | %         | 25        | %         | 25        | %          | 25         | %          | 25         | %          | 25         |
| -------------------- | ------------------------------------- | ---------- | ---------- | ---------- | ---------- | --------- | --------- | --------- | --------- | --------- | --------- | --------- | --------- | ---------- | ---------- | ---------- | ---------- | ---------- | ---------- |
|                      | PS                                    | 48,51      | 13         | 50,1       | 14         | 47,82     | 12        | 34,7      | 9         | 35,12     | 9         | 43,68     | 12        | 40,17      | 11         | 30,90      | 8          | 30,39      | 8          |
|                      | ICA / IC-BourgmestreB                 | 32,84A     | 8          | 39,02A     | 11         | 47,93A    | 13        | 55,4A     | 15        | 33,09A    | 9         | 40,4A     | 11        | 43,62A     | 12         | 45,53A     | 13         | 60,09B     | 16         |
|                      | PRL1 / PRL-AF2 / ICA/ IC-BourgmestreB | 4,491      | 0          | -          |            | -         |           | -         |           | 19,322    | 5         | 40,4A     | 11        | 43,62A     | 12         | 45,53A     | 13         | 60,09B     | 16         |
|                      | ECOLO1/ Ecollectif2                   | -          |            | -          |            | -         |           | 7,271     | 1         | 10,081    | 2         | 10,141    | 2         | 12,051     | 2          | 13,181     | 3          | 9,522      | 1          |
|                      | PP                                    | -          |            | -          |            | -         |           | -         |           | -         |           | -         |           | -          |            | 6,45       | 1          | -          |            |
|                      | RW                                    | 10,66      | 2          | 5,6        | 0          | 1,74      | 0         | -         |           | -         |           | -         |           | -          |            | -          |            | -          |            |
| Anderen(*)           | Anderen(*)                            | 3,49       | 0          | 5,28       | 0          | 2,51      | 0         | 2,63      | 0         | 2,39      | 0         | 5,78      | 0         | 4,15       | 0          | 3,95       | 0          | -          |            |
| Totaal stemmen       | Totaal stemmen                        | 8207       | 8207       | 9383       | 9383       | 9595      | 9595      | 9739      | 9739      | 10259     | 10259     | 10739     | 10739     | 10436      | 10436      | 10517      | 10517      | 10307      | 10307      |
| Opkomst %            | Opkomst %                             |            |            |            |            | 94,67     | 94,67     | 92,52     | 92,52     | 90,63     | 90,63     | 91,57     | 91,57     | 85,42      | 85,42      | 85,63      | 85,63      | 83,16      | 83,16      |
| Blanco en ongeldig % | Blanco en ongeldig %                  | 3,73       | 3,73       | 5,22       | 5,22       | 4,97      | 4,97      | 6,13      | 6,13      | 5,74      | 5,74      | 7,52      | 7,52      | 8,16       | 8,16       | 7,77       | 7,77       | 9,50       | 9,50       |

(*) 1976: PCB (3,49%) / 1982: PCB (3,44%), UDRT (1,84%) / 1988: PC (2,51%) / 1994: PC (2,63%) / 2000: PC (2,39%) / 2006: EPF (5,78%) / 2012: P.Pensionnés (4,15%) / 2018: AGIR (2,84%), MPE (1,11%)
De meerderheid wordt vet aangegeven. De grootste partij is in kleur.

## Sport
In Fléron speelt voetbalclub Royal Star Fléron FC, dat in de eerste helft van de 20ste eeuw (toen nog als Fléron FC) verscheidene jaren in de nationale reeksen speelde. Fléron kende ook een succesvolle basketbalploeg die opgericht werd in 1967 namelijk Fléron Basket Club. Vanaf 1949 wordt in Romsée jaarlijks de wielerwedstrijd Romsée-Stavelot-Romsée verreden.

## Geboren in Fléron
- Denis Houf (1932-2012), voetballer

## Nabijgelegen kernen
Micheroux, Retinne, Moulins-sous-Fléron, Beyne-Heusay, Romsée, Magnée, Ayeneux